# アナガーリカ・ダルマパーラ
アナガーリカ・ダルマパーラ（シンハラ語: අනගාරික ධර්මපාල, 英語: Anagārika Dharmapāla, 1864年9月17日 - 1933年4月29日）は、スリランカの仏僧。同国で仏教改革を行い、国外への仏教普及に貢献した。また、非暴力でのシンハラ仏教ナショナリズムを提唱し、独立運動を先導した。さらにインドの仏教改革も行い、アジア、北アメリカ、ヨーロッパにおいても仏教の教義を伝えた。また神智学協会創設者のヘンリー・スティール・オルコットやヘレナ・P・ブラヴァツキーと共にシンハラ仏教の近代化を成し遂げた。また彼は仏教復興運動の主導者ビームラーオ・アンベードカルが生まれる前からタミル人を含むインド南部の最下層民に対して影響を与えていた。

## 生い立ち

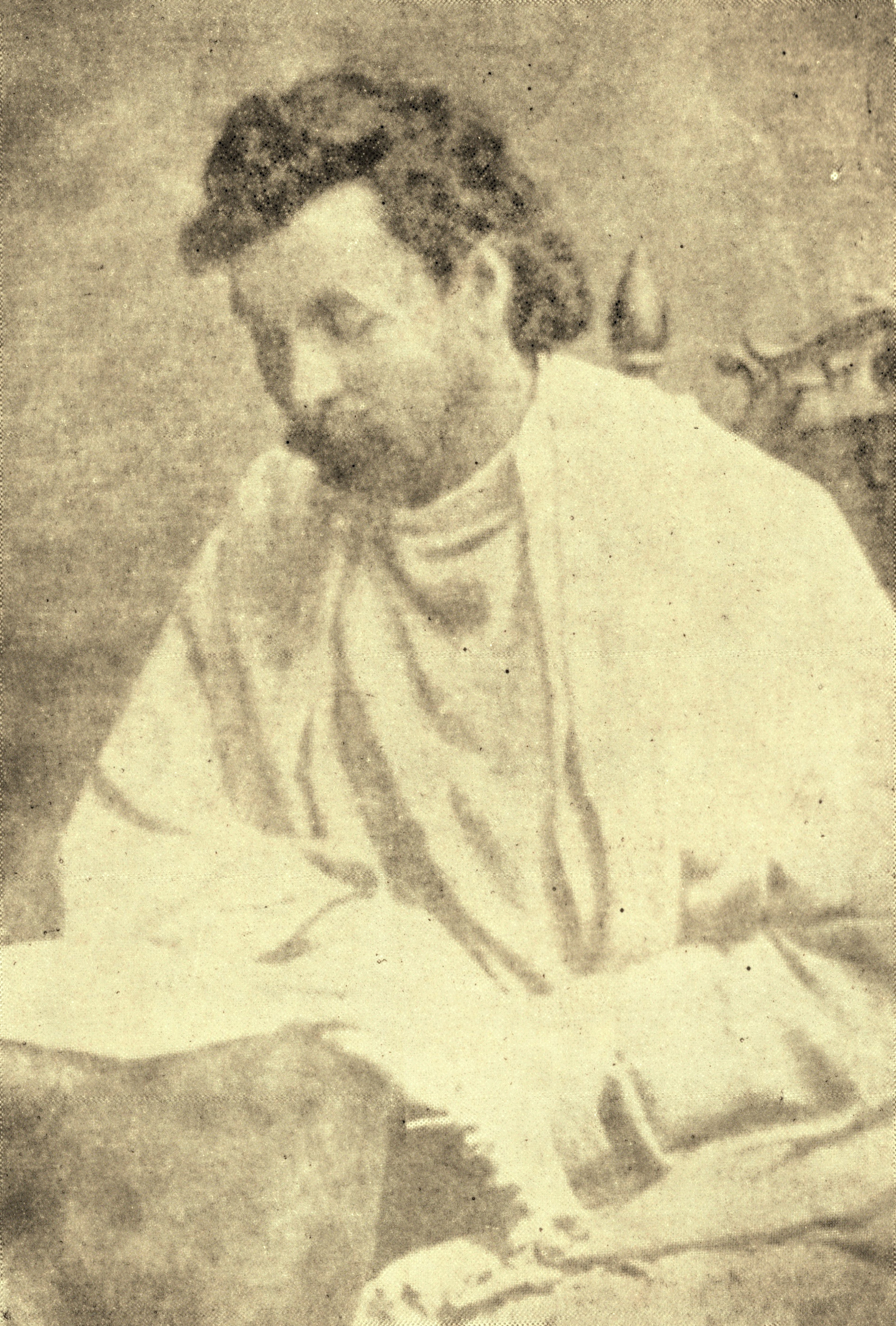
29歳のスリマス・アナガーリカ・ダルマパーラ（1893年）

1864年9月17日イギリス領セイロン南部の街マータラの裕福な商家の長男としてコロンボで生まれる。生家は敬虔な仏教徒の家であったが、当時のキリスト教の強い影響により聖書にちなんだ「ドン・デイヴィッド・ヘーワーウィターラナ」という名をつけられた。
最初に通ったのはペター地区にある英語教育を行うオランダ系バーガー人の女児向け幼稚園であった。その後、家が北部のコタヘーナ地区に引っ越したことをきっかけに8歳から10歳までシンハラ語を教える学校で学び、シンハラ人の作法を身につけた。その後、カトリック系のセント・ベネディクト学園（St. Benedict’s Institute）やコッテにあるイギリス国教会系の英語寄宿学校に通った。
英語寄宿学校時代、彼は寄宿舎の管理人の行動を見て学校に大きな違和感を持つようになった。この管理人は飲酒をするだけでなく、ダルマパーラが仏教の書籍を読んでいるとそれを取り上げ、投げ捨てるまでした。そのため彼は次第に学校内で聖書批判をするようになり、最終的には1878年にこの学校を辞めてセント・トーマス・カレッジに転校した。
最終的に彼は18歳で学校教育を終えた。彼は大学進学のための勉強を続けていたが、キリスト教徒が仏教徒を襲撃したことから始まった1883年3月の暴動を見た父親が激怒し、彼をこれ以上キリスト教系の学校で学ばせることを拒んだからである。その後、彼は一時的に図書館で本を読み耽っていたが、父親の勧めによってセイロン政庁教育局で書類の複写の仕事をするようになった。

## 神智学協会との出会い
1875年、ブラヴァツキー夫人とヘンリー・オルコットはニューヨークで神智学協会を設立した。1880年に初めてスリランカを訪れた2人は5月25日に現地の高僧から三帰五戒を受け、仏教信者となったことを公に示した。その後もオルコットは定期的にスリランカを訪れて300以上の仏教系学校を設立し、仏教教育の振興を図った。
ダルマパーラが彼らと出会ったのは、彼らが初めてスリランカを訪れた1880年であった。ブラヴァツキー夫人の熱心な支持者であった彼のおじの紹介で、ダルマパーラはコロンボで行われた第1回目の講演に参加し、彼らと対面した。オルコットがスリランカを再訪した1884年、ダルマパーラは彼に神智学協会への入会希望を伝え、年齢は満たなかったが特別に入会を許された。さらに同年12月には家族の反対を押し切って彼らと共にマドラスを訪れた。
その翌年の1885年には父親に仏教と神智学協会のために独身生活を送ることの許しをこい、1886年にはオルコットと一緒にスリランカをまわった。この旅行中、都会育ちの彼はスリランカの農村部が抱える問題と直面し、衝撃を受けた。
同時期に彼は「アナガーリカ・ダルマパーラ」に改名した。「ダルマの守護者」を意味する「ダルマパーラ」に対し、「アナガーリカ」はパーリ語で「家を持たぬ者」を意味し、比丘と在家の間の地位を指す。彼は生涯に渡って八斎戒を実践した。これは通常、在家の信徒が特定の日だけ行う戒律であり、生涯に渡って実践する人は非常に稀であった。つまり彼は近代における最初のアナガーリカ、すなわち独身のフルタイム仏教伝道者であった。また彼は伝統的な袈裟とは異なる黄色の袈裟を身に纏い、剃髪をすることもなかった。それは、全ての戒律に従うとかえって世界中で自分の働きをする上で妨げとなると感じたからである。その地位は人気とはならなかったが、彼は「仏教近代化における在家運動のモデル」となり、スリランカの「菩薩」と考えられた。
また、エドウィン・アーノルドによる1885年のブッダガヤ巡礼に触発されてダルマパーラ自身もブッダガヤを訪れた。アーノルドはブッダガヤを仏教徒の手に取り戻すための主張も行った。
その後、ポール・ケイラスの誘いによって1896年と1902年から1904年までの間で米国を訪れ、広く仏教の教えを伝えた。
しかし、神智学協会が普遍的宗教を目指す過程でダルマパーラはオルコットと決別した。ダルマパーラは仏教が非仏教的な真理のモデルと同一視されるべきではないと考えていたからである。

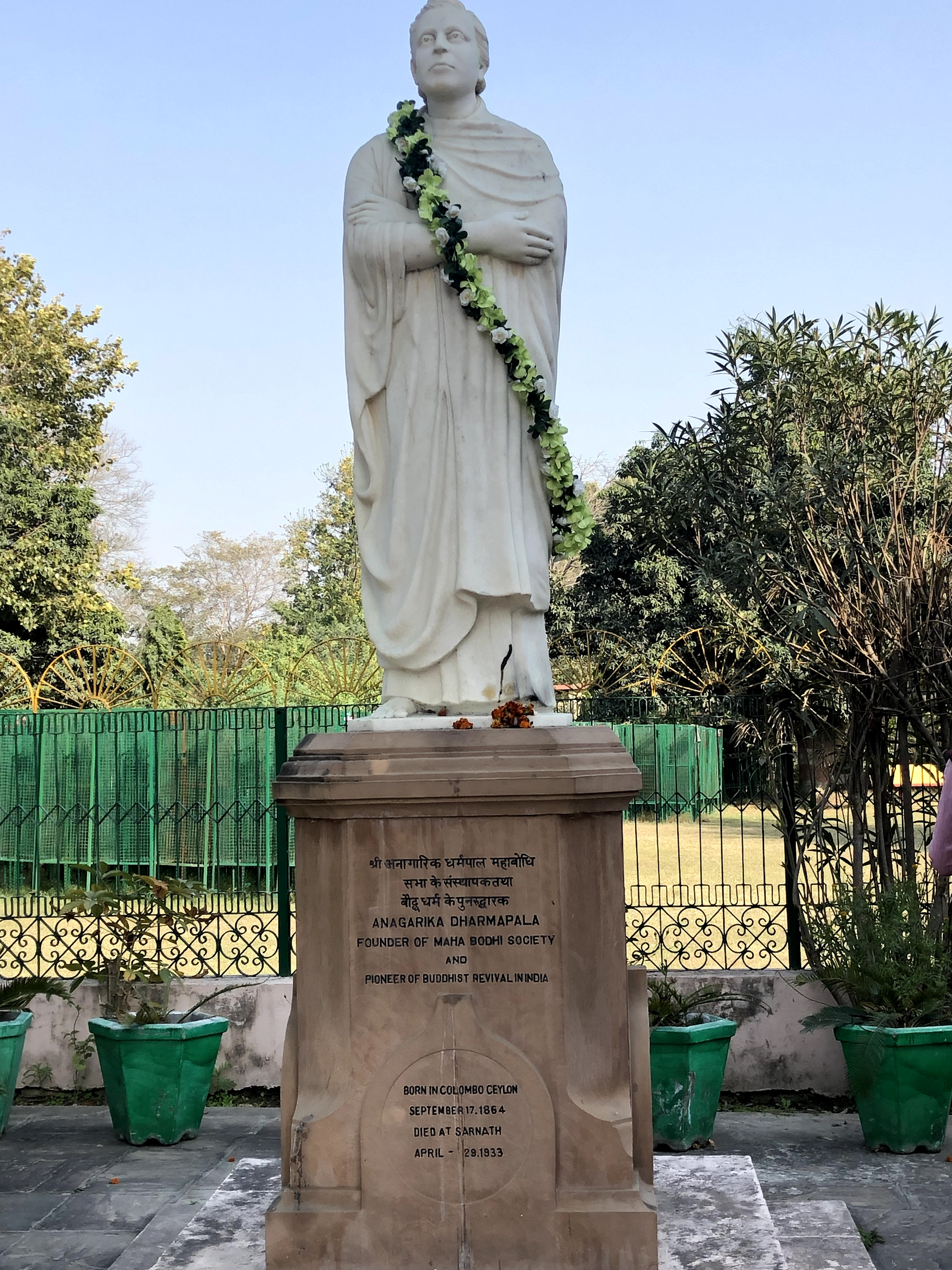
サルナートにあるダルマパーラ像

1933年、彼はサールナートで出家し、その年の12月に68歳で亡くなった。

## 仏教界への貢献

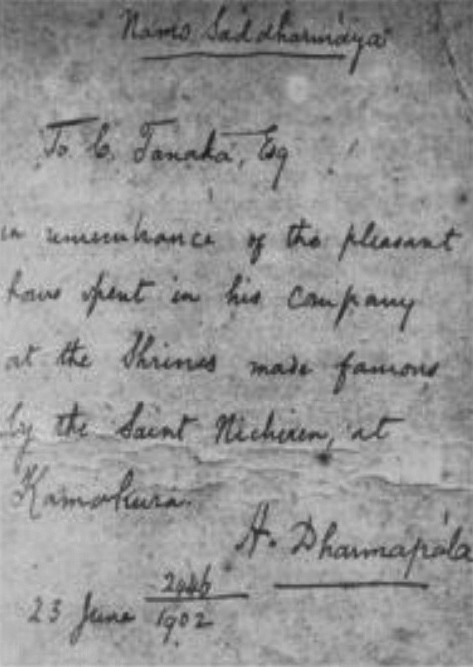
1902年6月23日にダルマパーラが日本の友人に宛てて書いた手紙

ダルマパーラが若い頃、彼はオルコットの通訳として活動した。またブラヴァツキー夫人と親しくなり、彼女はダルマパーラにパーリ語と仏陀の教説を学ぶよう助言した。
1891年、ダルマパーラはインドにあるブッダガヤの大菩提寺を巡礼した。そこで彼は寺院がシヴァ派の手中にあり、ブッダがヒンドゥー教のアイコンに変えられてしまっていることを知った。衝撃を受けた彼はその後、ブッダガヤを仏教徒の手に取り戻す運動を始めた。
同年、コロンボに大菩提会が設立されたが、翌年に事務所はカルカッタへ移転となった。その主な目標はブッダガヤの大菩提寺を仏教徒の手に取り戻すことであった。これを実現するため、ダルマパーラは現地のバラモンに対して訴訟を提起した。この活動は非常に困難を極め、実際に大菩提会による管理が実現したのは1949年でダルマパーラの死後16年経ってからであった。その後、ブッダガヤの管理はヒンドゥー教徒と仏教徒が同数ずつ選出された委員会によって行われている。

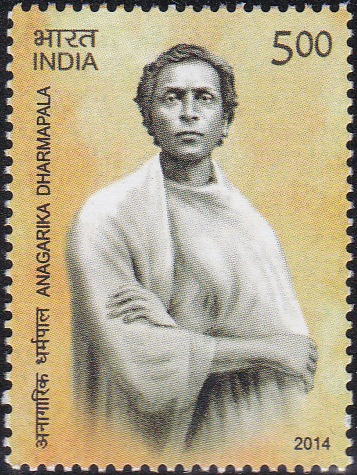
2014年、インドの記念切手のモデルとなったダルマパーラ

大菩提会の支部はインド国内の多数の都市に置かれ、これがインド人の仏教理解に変革を与えた。その後のインドにおける仏教徒の増加は主に教育によるものであったが、インド南部の下層カーストにおける増加も一定数あった。
また彼は、釈尊入滅の地とされるクシナガラ参拝を仏教徒の間で復活させた。1890年代の大菩提運動は、イスラム教徒による支配がインドにおける仏教の衰退に影響したと捉えていた。ダルマパーラも仏教の衰退に関するイスラム教徒の影響を批判した。
1893年、ダルマパーラはアメリカ合衆国のシカゴで開催されたシカゴ万国宗教会議に上座部仏教代表として招待された。そこで彼はヴィヴェーカーナンダと出会い、彼と同様に万国宗教会議で大成功を収めた。ダルマパーラは30歳までに世界的に有名となっており、その後の40年は世界中に精舎設立活動を行っていた。同時期に彼はセイロンで学校、病院を複数設立し、インドで寺院や精舎を建立した。彼が建立した最も有名な寺院はブッダが初めて教えたサールナートにある。
またハワイ経由でインドに帰る際にカメハメハ1世の子孫であるメアリー・E・フォスターと出会い、彼女の悩みに仏教的観点から答えた。そのお返しにフォスターは100万ルピー（2010年時点で2700万米ドル相当）以上の寄附金をダルマパーラに贈った。
また彼は数多くの日記を残し、それらの多くが出版されている。

## 仏教改革、科学との調和
ダルマパーラの仏教について言及する際、「プロテスタント仏教」という用語が用いられる。これには、キリスト教プロテスタントからの影響という意味と、西洋的価値観への反抗（Protest）という意味が含まれている。彼の仏教観には個人の内的経験重視や宗教的権威からの自由化など、プロテスタントの理想に大きく影響されている。また一方で彼は植民地主義を批判し、キリスト教宣教師の活動目的が仏教の弱体化にあるとして抵抗した。この運動は、コロンボを中心とした読み書きができる中流階級を中心に進展した。
また、仏教モダニズムという用語は現代社会に適応した仏教という意味で用いられ、それはしばしばヨーロッパにおける啓蒙思想に影響され、西洋キリスト教優位に対するアジア仏教の抵抗を指すこともある。仏教モダニズムの特徴として、僧に対する在家の重視、理性主義、超自然的・神秘的要素の抑制、現代科学との調和、内発的動機の重視、民主主義、瞑想の重視などがあげられる。
ダルマパーラはアジア仏教モダニズム、そしてプロテスタント仏教の典型的人物とされる。彼は仏教を現代科学、特に進化論と調和させられるように苦心した。

## シンハラ仏教ナショナリズム
シンハラ仏教ナショナリズムの発展において、ダルマパーラは大きな貢献を19世紀に果たした。彼はセイロン内で仏教系教育機関と布教組織（YMBAなど）を設立し、20世紀の独立運動への機運を高めた。ダルマパーラは植民地時代のスリランカは軍事的にだけでなく精神的にも抑圧を受けていて、それを克服する必要があるとして、そのために仏教改革を志した。研究者のデヴォッタは彼の主張の要点を4つにまとめている。それは、仏教とシンハラ文化への称賛、大英帝国と彼らのために働くキリスト教徒への批判、スリランカの仏教が消滅の危機に瀕しているという恐怖、シンハラ人仏教徒の再生への希望である。
彼はかつてシンハラ人を怠惰であると非難し、彼らに立ち上がるよう呼びかけた。そして、家畜を殺すことや牛肉食に対して強く反対した。つまり、ダルマパーラの反帝国主義はスリランカの独立につながったが、政治的、経済的なものではなく、宗教的なものであった。
また、ダルマパーラはシンハラ人が純粋なアーリア人であると信じていた。そしてシンハラ人女性に対してセイロン域内の少数民族と結婚しないように呼びかけた。ダルマパーラは、シンハラ人がスリランカに仏教を持ち込んだ優秀な民族だとして、シンハラ人の優越感を煽り、これが独立後の政府の仏教優遇策・シンハラ人優遇策につながり、セイロン域内のタミル人の分離独立運動・内戦を招いたともされる。